# Kirk Alyn

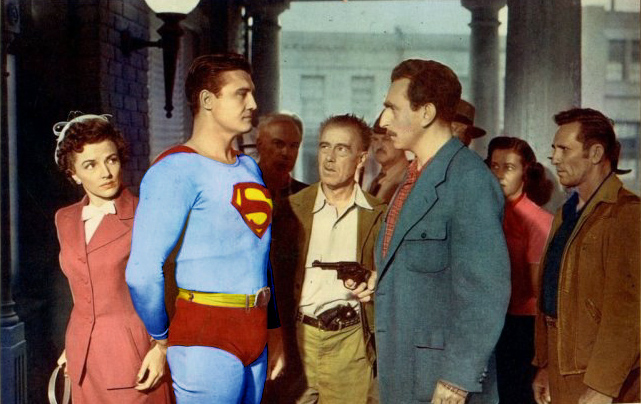

Kirk Alyn (né à Oxford (New Jersey) (en) le 8 octobre 1910 et mort à The Woodlands le 14 mars 1999) est un acteur américain. Il est resté célèbre pour avoir été le premier acteur à incarner Superman en chair et en os, dans la serial de 1948 Superman et sa suite de 1950 Atom Man vs. Superman.

## Biographie
Kirk Alyn a été marié à l'actrice Virginia O'Brien.

## Filmographie partielle
- 1944 : Les Pillards de l'Arizona (Forty Thieves) de Lesley Selander : Jerry Doyle
- 1948 : Les Trois Mousquetaires (The Three Musketeers) de George Sidney : un ami d'Aramis
- 1948 : Superman de Spencer Gordon Bennet et Thomas Carr : Superman / Clark Kent
- 1950 : Atom Man vs. Superman de Spencer Gordon Bennet : Superman
- 1952 : Blackhawk de Spencer Gordon Bennet et Fred F. Sears : Blackhawk
- 1978 : Superman de Richard Donner : le père de Lois Lane[1]

## Prix
- 1974 : Prix Inkpot